# 名古屋造形大学
名古屋造形大学（なごやぞうけいだいがく、英語: Nagoya Zokei University、公用語表記: 名古屋造形大学）は、愛知県名古屋市北区名城2丁目4番1に本部を置く日本の私立大学。1967年創立、1990年大学設置。大学の略称はNZU、造形、名造。
造形学部と大学院からなる美術大学であり、同朋大学、名古屋音楽大学などの姉妹校を持つ。
2008年度より、学校名が「名古屋造形芸術大学」から改名された。

## 基礎データ
所在地
愛知県名古屋市
学生数
- 学部生1,176人
- 大学院生43人
- 合計数1,219人

（注）2024年5月現在

## 沿革
昭和
- 1967年4月 名古屋造形芸術短期大学同朋学園名古屋稲葉地キャンパスに開校。造形芸術科の1科のみ、コースは6コース（日本画、洋画、彫塑（ちょうそ）、ビジュアルデザイン、プロダクトデザイン）。定員50名。
- 1973年4月 定員を150名に増員
- 1975年4月 染色コース開設
- 1981年4月 造形芸術科を2つ（絵画・彫塑専攻、デザイン・工芸専攻）に分離。プロダクトデザインを環境デザインに改称。インテリアデザインコース開設。定員を240名に増員。
- 1983年4月 インテリアデザインコース受講が二級建築士受験資格認定対象に
- 1985年4月 小牧市大草にキャンパス移転。造園デザインコース開設。
- 1986年4月 彫塑コースを彫刻コースに改称。造園デザインコースをランドスケープデザインコースに改称。インターメディア（総合芸術）コースを開設。定員を420名に増員。

平成
- 1990年4月 4年制の名古屋造形芸術大学開校。1学部（造形芸術学部）2学科（美術学科、デザイン学科）5コース。短期大学の彫刻コースが廃止され、4年制へ移行開設。短期大学の定員を320名に縮小。科目等履修生制度開設。
- 1992年4月 編入学制度開設。聴講生を科目等履修生に名称変更。短期大学に、科目等履修生制度と研究生制度が発足。
- 1994年4月 二級建築士試験および木造建築士試験の受験資格を取得可能に
- 1995年4月 中学校教諭（1種、美術）・高等学校教諭（1種、美術、工芸）・学芸員の各課程を新設。短期大学の全コースが、学芸員資格認定対象に。
- 1998年4月 一級建築士試験の受験資格を取得可能に
- 2000年4月 2学科5コースだったのを、2学科7コース（美術学科は、日本画、洋画、彫刻、総合造形。デザイン学科は、視覚伝達デザイン、建築・空間デザイン、産業・工芸デザイン）に。定員を180名に変更。短期大学のコース数縮小。2専攻8コースだったのを、2専攻6コース（日本画、洋画、インターメディア、ビジュアルデザイン、住・環境デザイン、工芸デザイン）に。短期大学の定員を190名に縮小。
- 2002年4月 短期大学のコース数縮小。2専攻6コースを2専攻4コース（絵画、インターメディア、ビジュアルデザイン、スペース＆クラフトデザイン）に。
- 2003年4月 定員を200名に増員。名古屋造形芸術大学大学院開設（造形芸術研究科のみ）。短期大学を廃止し、短期大学部に。短期大学部の定員は、110名。
- 2006年4月 定員を260名に増員。造形芸術学部を、2学科7コースから2学科9コース（美術学科は彫刻が総合造形に吸収され、1コース減少。デザイン学科は、情報デザイン、交流造形、メディア造形が新設され、3コース増加）に。短期大学部の定員を、80名に縮小。短期大学部のコース数縮小。2専攻4コースだったのを、3コース（スペース＆クラフトデザインの募集が終了）に。
- 2008年4月 学校名を「名古屋造形大学」と変更。造形芸術学部も造形学部に変更、1学科（造形学科）17コース・クラス編成に改編。造形芸術研究科は造形研究科に。

令和
- 2020年4月 1学科5領域（美術表現領域、映像文学領域、地域社会圏領域、空間作法領域、情報表現領域）に改編。
- 2022年4月 小牧市大草から名古屋市北区名城にキャンパス・本部を移転[3][4]。
- 2024年4月 映像文学領域を視覚表現領域に、地域社会圏領域を地域建築領域に改称。

## 学部・学科

### 造形学部
造形学科
- 美術表現領域（日本画・洋画・アートイラスト・現代アート）
- 視覚表現領域（マンガ・コミックイラスト・キャラクターデザイン・イラストレーション・グラフィックデザイン）※2023年入学生まで映像文学領域
- 地域建築領域（住環境・建築デザイン・まちづくり・インフォメーショングラフィック・住宅設計・エリアデザイン・景観,風景のデザイン）※2023年入学生まで地域社会圏領域
- 空間作法領域（インテリアデザイン・空間設計・プロダクトデザイン・ブランディング・クラフトデザイン(木工,金工,陶芸)・空間グラフィック）
- 情報表現領域（3DCG・映像・アニメーション・ゲームデザイン・メディアアート・Webデザイン・プログラミング・AI）

## 大学院
造形研究科造形専攻を設置。造形専攻は、造形表現制作と、造形表現構想の2つの分野に分かれている。
- 造形研究科
- 造形専攻（修士課程）
  - 造形表現制作
    - 日本画
    - 洋画
    - 先端表現

  - 造形表現構想
    - 視覚伝達デザイン
    - メディアデザイン
    - 建築デザイン
    - プロダクトデザイン
    - 芸術計画

## 学生生活

### 芸術祭
毎年10月に行われるビッグイベント。作品展やライブ、模擬店、公開講座などの催しが行われる。
また、一流アーティスト・クリエイターを呼んでのパフォーマンスや講演があり、村上隆、MAYA MAXX、スメリー、326、中村佑介、リリー・フランキー、グルービジョンズ、山崎隆明、合田誠、臺佳彦、山田詩子、ワカマツカオリ、新海誠、合田経郎、加藤久仁生、さくしゃ2、レンタルなんもしない人などのゲストが訪れている。

### 卒展
学生が卒業制作として完成させた作品を展示する。例年、２月開催で、名古屋造形大学と愛知県美術館が会場となる。

## 取得資格・免許状
以下の通り。
全領域
- 中学校教諭1種免許（美術）
- 高等学校教諭1種免許（美術)
- 学芸員

地域建築領域（旧 地域社会圏領域）および空間作法領域 溝口スタジオのみ
- 一級建築士受験資格（実務経験が2年以上必要）
- 二級建築士受験資格（卒業後すぐに受験可能）
- 木造建築士受験資格（卒業後すぐに受験可能）
- インテリアプランナー受験資格（実務経験が2年以上必要）※溝口スタジオのみ
- 商業施設士受験資格（卒業後すぐに受験可能、ただし3年次で「商業施設士補」取得の場合、在学中に受験可能）※溝口スタジオのみ

## 施設

### 名城公園キャンパス（2022年4月より）
さまざまな企業や自治体等との産学官連携活動、連携プロジェクトが行われている。また、1階アートストリートおよびギャラリーは一般に開放されている。これらの活動を通して、社会と繋がる都市型の美術大学として教育、研究が行われている。
設計は山本理顕設計工場。耐震壁付きRCラーメン構造の4つの足（棟）が100m四方の4F床版を支え、4FはRCフレームと層間鉄骨トラス、RC格子壁などから成るチャレンジングな構造。コアと呼ばれる4つの足（棟）と、その上にワンフロアでまたがる4階スタジオ空間、コアの間の地上を通り抜けるアートストリートで構成される。
アートストリートには、展示など多目的に使用されるボックスと呼ばれる15個の小さな建物が配置されている。アートストリートに面して、ギャラリー、ホール、アリーナ、図書館、学食、画材店や同窓生サロンが並んでいる。
2階に講義室のほか、キャリア支援センター、学生相談室など。3階は工房となっている。
キャンパスの直下に名古屋市営地下鉄名城線名城公園駅ホームがある。
- 4階スタジオ空間 - 100m×100mの間仕切りなしの大空間。5つの領域の学生が制作や研究を行う。
- 工房 - すべての領域の学生が利用可能。制作の手助けとなる最先端のデジタルファブリケーション、フォトラボ、ビデオラボや、手作業系の工房設備等。安全講習会、ワークショップ開催など、さまざまな制作支援・研究支援も行われている。（印刷、木工室、彫金室、金工室、加工室、陶芸・石膏室、版画室、デジタルファブリケーション室、フォトラボ、レコーディングラボ、ビデオラボ / ビデオ編集室、塗装室、模写室、共同工房）
- 図書館 - 数多くの芸術専門図書や雑誌を保有。館内には学習スペースや閲覧ギャラリーがある。
- ギャラリー - メインの屋内ギャラリー、屋外ギャラリーに加え、アートストリート上に展示発表の場として4つのボックスがある。メインギャラリーでは年間を通じて企画展や外部団体との協力展も実施。ギャラリーおよびボックスは、教育研究活動の発表の場として使用されており、授業の作品などが展示される。ボックス13は学生が主体的に企画する展示が行われる。
- ホール - 授業やイベントで使用されるほか、系列校の名古屋音楽大学の演奏会も開催されている。

### 小牧キャンパス（2022年3月まで）

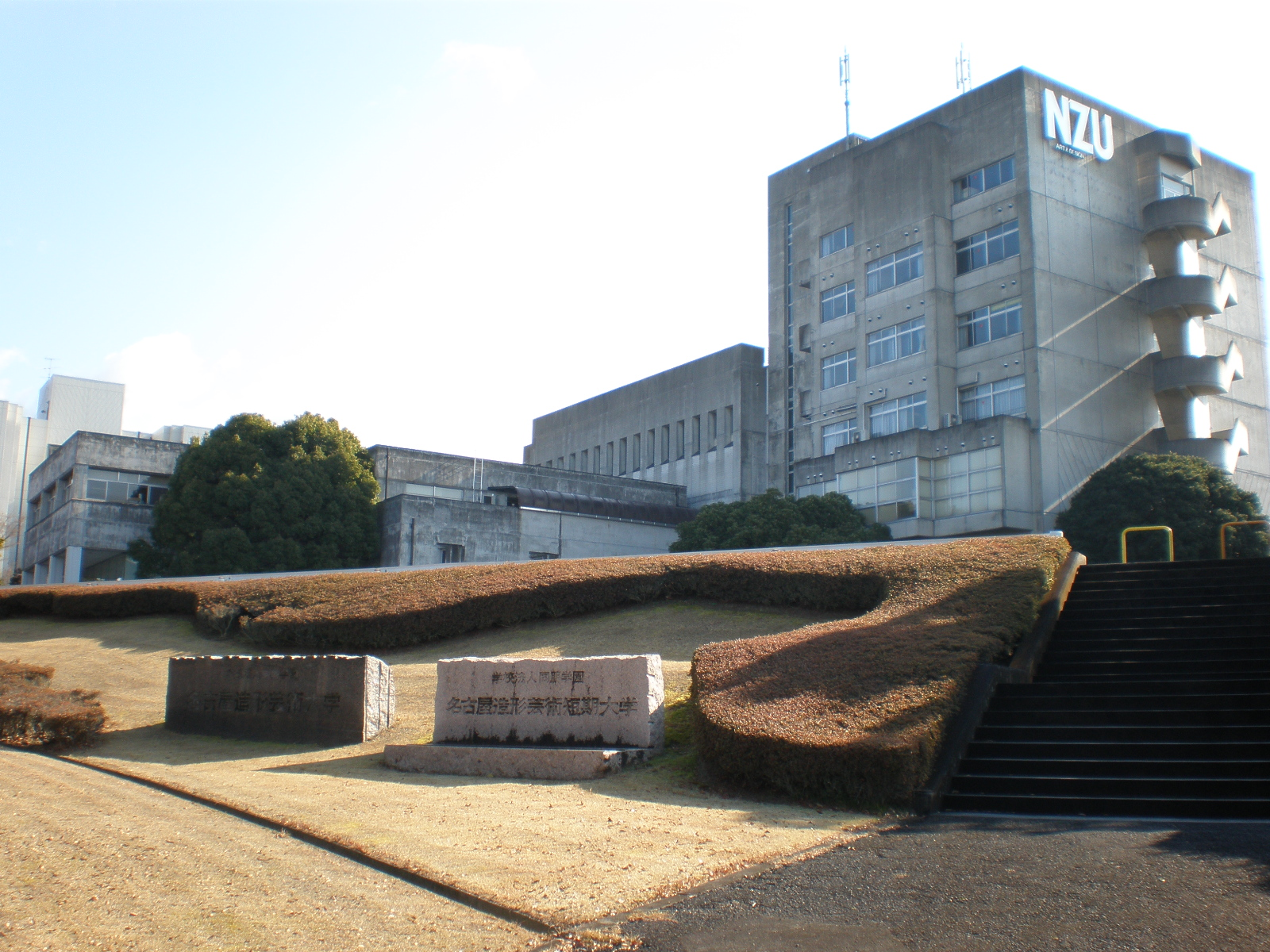
旧小牧キャンパス

小牧キャンパス時代は、小牧市と協定を結んでおり、市民および学生は大学図書館と小牧市立図書館の本を借りることができた。また、同大学の学生の手によって、大学の南側にある大久佐八幡宮所蔵品の「三十六歌仙絵札」の修復が行われた。
バンブーインスタレーションに毎年参加していた。
- A棟 - 造形芸術学部と大学院の学生が利用する建物。写真用のスタジオや染・織工房などがある。
- B棟 - 全学生が利用する建物。木工室や金工室などがある。
- C棟 - 2つの建物から構成されている。東側の建物は、教室となっている。西側の事務フロア－には、大学の事務所や図書館、購売、ギャラリーなどがある。
  - 図書館 - 本の他に、雑誌や新聞なども置いてある。また映画などの映像素材を見る事ができるコーナーや、インターネットを閲覧できるコーナーなどがある。
- D棟 - 造形芸術学部と短期大学部の学生が利用する建物。学年ごとのアトリエなどがある。
- E棟 - 造形芸術学部と短期大学部の学生が利用する建物。版画用の教室や映像関連の機器が置いてある教室などがある。
- F棟 - 短期大学部と大学院の学生が利用する建物。インターメディア工房などがある。
- 工房室 - 造形芸術学部と短期大学部の学生が利用する建物。陶芸用の教室や石膏成型用の教室などがある。
- 植物見本園
- 実習庭園
- 体育館
- テニスコート - 全2面の屋外テニスコート。
- グラウンド
- クラブハウス - 学生のクラブ活動用の建物。
- 学生ホール - 1階には食堂、2階にはカフェテリアがある。
- 専用バス発着所 - スクールバスの発着所（スクールバスの詳細は、下記の「スクールバス」参照）。
- 駐車場 - C棟南側と体育館東側の2ヶ所ある。
- 駐輪場 - 大学入り口付近に1ヶ所ある。

## 著名な出身者
- 野澤ゆき子 - 漫画家、「君のことが大大大大大好きな100人の彼女」（作画）、「江口くんは見逃さない」など
- カメントツ - 漫画家、「こぐまのケーキ屋さん」など
- 安藤正基 - 漫画家、「八十亀ちゃんかんさつにっき」など
- 安藤優 - 漫画家、「ストライク・オア・ガター」など
- モリコロス - 漫画家、「猫と紳士のティールーム」など
- 野原多央 - 漫画家、「ボクたちはみんな大人になれなかった」（作画）、「水曜日のシネマ」、「なんくるなんない！」など
- 伊藤正臣 - 漫画家、「ツギハギ生徒会」など
- 古屋樹 - 漫画家、「卓上のアゲハ」など
- 若尾はるか - 漫画家、「あずみマンマ・ミーア」など
- 大雪師走 - 漫画家、「ハムスターの研究レポート」など
- 斉と公平太 - 現代美術家、「オカザえもん」の作者
- 木村充伯 - 彫刻家
- くるねこ大和 - 漫画家、グラフィックデザイナー、「くるねこ」など
- MORISAKI SHINYA - イラストレーター、グラフィックデザイナー、ミュージシャン、TOWER RECORDS『キャンペーン「愛のかざし聴き」ビジュアルイラスト、デザイン』、サントリー「ほろ酔いCMのステッカーデザイン」など
- すぎはらけいたろう - 絵本作家、グラフィックデザイナー、「とびだすえほん　たべるのだあれ？」など
- 伊藤秀男 - イラストレーター、画家、児童文学作家、「素晴らしき家族旅行」（挿絵）、「タケノコごはん」（絵）など
- 渡部剛己 - 演出家、劇団体現帝国主宰
- 今尾真也 - デザイナー、株式会社リトルクリエイティブセンター代表取締役社長
- 水戸部七絵 - 画家
- 水野智路 - 陶芸家
- 栗本百合子 - 現代美術家
- 浅生ハルミン - イラストレーター、エッセイスト、「私は猫ストーカー」など
- 石井聖岳 - 絵本作家、「ふってきました」（絵）「おこだでませんように」（絵）など
- 大嶽有一 - 彫刻家
- 畠中恵 - 小説家、「しゃばけシリーズ」など
- 末松則子 - 政治家、三重県鈴鹿市長

## 著名な教員
- 大平晋也客員教授
- 久里洋二客員教授
- 馬場駿吉客員教授
- 廣村正彰客員教授
- 山田亘講師

### 元教員・名誉教授
- 浦沢直樹元客員教授
- 長崎尚志元客員教授
- 神谷利徳元客員教授
- 河内成幸元客員教授
- 飯村隆彦元教授
- 井坂健一郎元講師
- 石崎浩一郎元教授・名誉教授
- 田中達之元講師
- 西澤信正元教授
- 西村千太郎元教授
- 藤田盟児元助教授
- 山本理顕元学長
- 岡田憲久名誉教授
- 岡本滋夫名誉教授
- 中村英樹名誉教授
- 横井礼以名誉教授

## 系列校
- 同朋大学
- 名古屋音楽大学
- 同朋高等学校
- 同朋大学附属同朋幼稚園

## 所在地
- 愛知県名古屋市北区名城2丁目4番1

## 交通手段

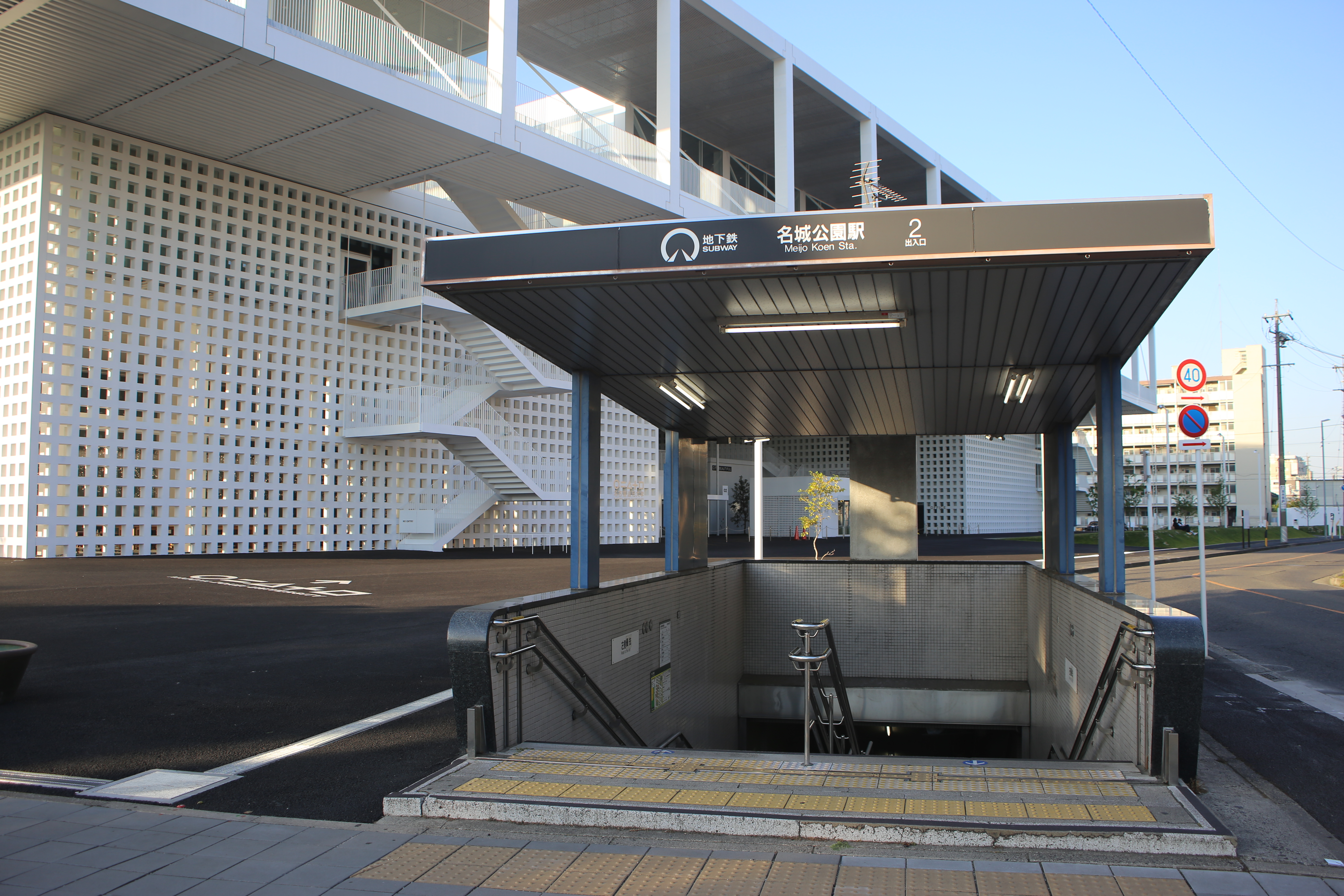
キャンパス内の名城公園駅2番出入口

### 鉄道
地下鉄
- 名古屋市営地下鉄名城線：名城公園駅下車すぐ。

## 周辺
- 名城公園
- 愛知学院大学名城公園キャンパス
- 名古屋城天守閣
- 名古屋市立八王子中学校
- 名古屋高速道路黒川出入口
- 堀川 (名古屋市)
- 名古屋市北区役所